# Maio Negro (1992)
Maio Negro ou maio sangrento (em tailandês: พฤษภา ทมิฬ; LBTR:  Phruetsapha Thamin) é um nome comum para o protesto popular ocorrido entre 17 e 20 maio de 1992, em Bangkok, capital da Tailândia, contra o governo do general Suchinda Kraprayoon e a repressão militar sangrenta que se seguiu. Cerca de 200 000 pessoas manifestaram-se no centro de Bangkok, no auge dos protestos. A repressão militar resultou em 52 mortes confirmadas oficialmente, muitos desaparecimentos, centenas de feridos e mais de 3.500 detenções. Muitos dos detidos foram alegadamente torturados.

## Origens
Em 23 de fevereiro de 1991, o Comandante do Exército Suchinda Kraprayoon derrubou o governo de Chatichai Choonhavan. A organização responsável pelo golpe de Estado, o Conselho Nacional de Manutenção da Paz (NPKC), nomeou Anand Panyarachun como primeiro-ministro. O governo interino de Anand promulgou uma nova constituição e programou eleições parlamentares para 22 de março de 1992.
A coalizão do governo se formou e nomeou o general Suchinda como primeiro-ministro, com 55% de apoio parlamentar. Protestos públicos maciços imediatamente seguiram-se. Em 9 de maio, Suchinda respondeu dizendo que iria apoiar uma emenda constitucional tornando os indivíduos que não tinham sido eleitos para o parlamento inelegíveis para o premiership. As tensões se dissiparam, mas a trégua durou pouco.

## Protestos populares

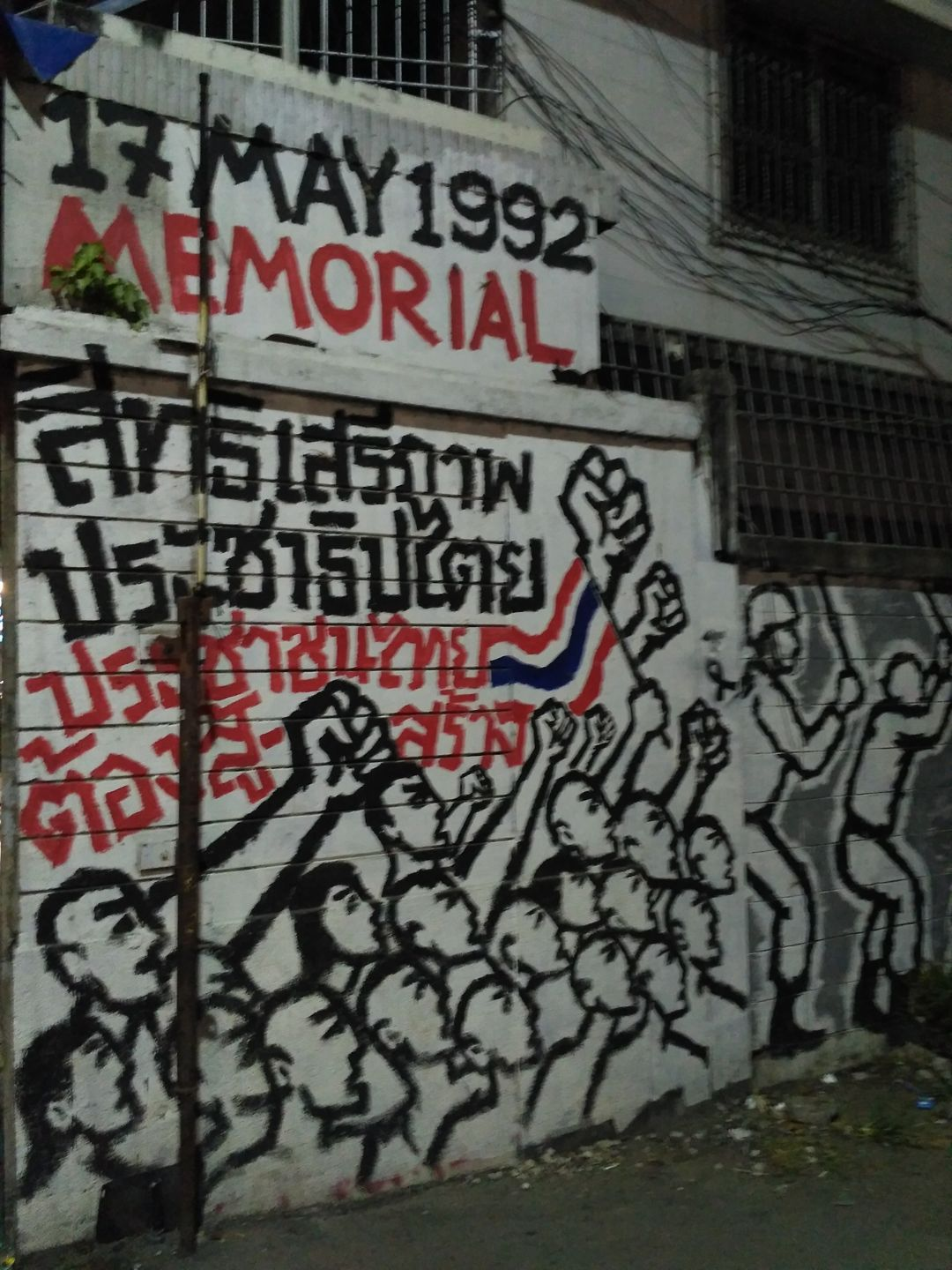
Bangkok, memorial perto da estrada Khao San

Em 17 de maio de 1992, os dois principais partidos do governo anunciaram que apoiariam a emenda constitucional, que também favorecia cláusulas transitórias que permitiam Suchinda servir como primeiro-ministro para o mandato do Parlamento. Quando se tornou evidente que os partidos do governo não cumpririam o acordo, os planos foram em frente para um ataque no domingo, 17 de maio.
Obviamente preocupados com a grande aglomeração de pessoas, o ministro do Interior ordenou que governadores provinciais evitassem que as pessoas viajassem a Bangkok para participar nas manifestações. Suchinda ameaçou demitir o governador de Bangkok por supostamente apoiar as manifestações anti-governamentais da semana anterior. As estações de rádio foram proibidas de tocar gravações de vários cantores populares que manifestaram o seu apoio às manifestações.
No entanto, as manifestações eram as maiores desde a queda do regime de Thanom em outubro de 1973. Em seu pico, 200.000 pessoas estavam no Sanam Luang, transbordando para as ruas envolventes. Por volta das 20:30 horas, Chamlong Srimuang e o Dr. San Hatthirat levaram os manifestantes em uma marcha de dois quilômetros a Casa do Governo, para exigir a renúncia de Suchinda. Ao chegarem à intersecção das avenidas Rachadamnoen e Nok, eles foram interrompidos pela barricada feita pela polícia. Às 23:00 horas, um grupo de manifestantes tentou romper a barricada, mas foram repelidos por canhões de água a partir de quatro caminhões de bombeiros bloqueando o caminho. Os manifestantes, em seguida, tentaram se apoderar de um dos carros de bombeiros, mas foram repelidos pela polícia de choque armados com cassetetes. Os manifestantes responderam com pedras e coquetéis molotov. Chamlong usou um alto-falante para incitar os manifestantes a não atacar a polícia, mas suas palavras foram ignoradas. Nesse embate inicial, cerca de 100 manifestantes e 21 policiais ficaram feridos.
À meia-noite, dois carros de bombeiros haviam sido incendiados, e a situação estava fora de controle. Cerca de 700 soldados foram chamados e os combates se espalharam. Às 00:30, Suchinda declarou um estado de emergência , tornando reuniões com mais de dez pessoas ilegais. O governo pediu às pessoas para irem para suas casas. Hospitais da região já estavam recebendo os feridos, incluindo quatro com ferimentos de bala que morreram naquela noite. Chamlong permaneceu nas proximidades do Monumento da Democracia. Às 04:00 horas, os soldados ameaçaram os cerca de 40.000 manifestantes, disparando rifles M16 para o ar. Uma hora e meia depois, eles começaram a disparar novamente. Pela manhã, o exército trouxe mais tropas, e as multidões ficaram maiores em outras partes da cidade.
Logo no início da tarde de 18 de maio, Suchinda acusou publicamente Chamlong de fomentar a violência e defendeu o uso da força pelo governo. Pouco tempo depois, as tropas algemaram e prenderam Chamlong. As multidões, no entanto, não se dispersaram e a violência aumentou. Depois que as tropas do governo asseguraram que a área ao redor da ponte Phan Fa e do Monumento a Democracia estava sob controle, protestos mudaram para as proximidades da Universidade Ramkhamhaeng, no leste da cidade. Na noite de 19 de maio, cerca de 50.000 pessoas se reuniram lá.

## Intervenção real
Cedo na manhã de 20 de Maio, a princesa Sirindhorn dirigiu-se ao país na televisão, para pedir o fim da violência. Seu apelo foi retransmitido ao longo do dia. Naquela noite, seu irmão, o príncipe Vajiralongkorn, transmitiu um apelo semelhante.
Finalmente, às 21:30, um programa de televisão do rei Bhumibol Adulyadej, Suchinda e Chamlong foi mostrado, em que o rei exigiu que os dois homens dessem um fim à sua confrontação e trabalhassem em conjunto através de procedimentos parlamentares. Suchinda, em seguida, liberou Chamlong e anunciou uma anistia para os manifestantes. Ele também concordou em apoiar uma emenda exigindo que o primeiro-ministro fosse eleito. Chamlong pediu aos manifestantes para dispersarem-se, o que fizeram. Em 24 de maio de 1992, Suchinda renunciou ao cargo de primeiro-ministro da Tailândia.